# Kazuo Saito
Kazuo Saito, född 27 juli 1951 i Saitama prefektur, Japan, är en japansk tidigare fotbollsspelare.